# TS学園の日常
『TS学園の日常』（てぃーえすがくえんのにちじょう）は、カネコナオヤによる漫画作品。『ヤングアンリアルJINGAI』（キルタイムコミュニケーション）にて連載中。「OTMS（オトメス）」と呼ばれる身体が一時的に女子化してしまう男子が在籍する男子校、天聖学園（通称TS学園）中等部を舞台に、生徒たちの日常を描く。Twitterで発表された「興奮すると女子化するTS体質持ち少年」シリーズの漫画版である。

## あらすじ
天聖学園中等部に進学した幼馴染みの二人、敷島コータと高町ナギサ。OTMSのクラスメイト達に戸惑いつつも学校生活を送っていた二人だったが、ふとしたきっかけからナギサがOTMS体質に目覚めてしまう。クラスメイトたちとの交流を通じて成長していく二人だったが、次第に学園に潜むOTMSの秘密に近づいていくことになる。

## 登場人物

### 主人公
敷島 コータ（しきしま コータ）
主人公。1年B組。アタマの出来はいまいちだが運動神経抜群の中学一年生。女子に対して緊張しがちで上手く付き合う事が出来ない気質で、気になる相手を執拗にからかったりする、いかにもな悪ガキタイプの元気少年だが、友情には篤く、ナギサを含む友人たちのために体を張る事を厭わない。
クラスでは珍しくOTMSではない普通の体質であったが、書籍版12話（3巻）にて女性化を促進するクスリを誤って吸ってしまったあと一時的に女性化しており、OTMS因子を持っていることが明らかになった。その後しばらく再女子化する事は無かったが、第15話（4巻）のラストで女子化し、本格的にOTMS体質となると共にFIX化寸前の状態であることが明かされ、20話（5巻）FIXした。トリガーはナギサと同じく性的に興奮する事。
最終話ではナギサやチヒロ、ツバサと共に「OTMSお悩み解決同好会」として活動している。
高町 ナギサ（たかまち ナギサ）
もう一人の主人公。1年B組。コータとは幼馴染みで、彼以上に純情な性格の中性的な美少年。入学時は普通の男子だったが、コータからのからかいをきっかけにOTMSである事がわかる。女子化のトリガーは性的に興奮する事で、女子化すると髪が伸び仕草なども女子らしくなる。女子化している時間は最初は三十分程度だったが、だんだん延びている。第13話でFIX化寸前の状態であることが明らかになっており、最終話で自らFIXする決断をした。

### 重要人物
一条 チヒロ（いちじょう チヒロ）
1年B組。コータの隣の席の生徒。左目の泣きぼくろが特徴。OTMS体質で作中で最初に女子化を披露しているが、トリガーは不明。成績優秀で面倒見のいいクラスのリーダー的存在だが、保険医の榊と共に学園の秘密を知っているらしく、後述の教育実習生の深見と「同級生」だったらしいことが示唆されているなど、ただの生徒とは思われない謎めいた人物でもある。アニメや特撮に関しては非常に饒舌になるなど、かなりのオタク。
実は本当の年齢は三十歳を超えている。幼少期にネグレクトなどの影響でイマジナリーフレンドの少女「トワ」を持つようになり、OTMS体質に目覚めた際に女子化すると外見、人格ともトワに乗っ取られるという特異な体質になっている。
トワを抑え込むために服用しているOTMS体質抑制薬の副作用で歳を取らなくなり、現在の女子化する姿は本来不完全な状態。完全な薬ができるまで十数年にわたって天聖学園に在籍し続けなければならなくなっていた。
最終話では髪がトワと同じ長さまで伸びている（男性の髪はそんなに早く伸びない）。
トワ
11話（3巻）より登場した。チヒロのイマジナリーフレンドであり第二人格。怜悧な顔立ちをした黒髪の少女で、女子化したチヒロよりスタイルは良い。チヒロの孤独から生まれた存在であるためか残酷で嫉妬深い性格をしており、チヒロを独占するために彼らに近づく人々に容赦のない暴力をふるっていた。またOTMS体質を暴走させる能力も持ち、キスをした相手を強制的に女子化させる事ができる。元来男性であるチヒロから生まれたためか、過度なスキンシップや煽情的な服装（体育の際にはハーフパンツではなくブルマを穿いている）を好むなどといった面もみられる。
コータの提案で一日クラスで過ごした事によりチヒロと和解し、身体を交互に使うことで合意した。
野崎 ケイ（のざき ケイ）
7話（2巻）から登場。三年生で報道部部長。報道のためには手段を選ばないタイプで、廃部寸前の報道部を建て直すため様々な大ネタを追っている。天聖学園自体がOTMSの実験場であると言う仮説を立ててその真相を探っており、榊の作成した試薬などからその説を確信、告発しようとする。
OTMSでもあり、トリガーは「心から笑う事」。自分の女子としての姿が若くして亡くなった母にそっくりである事、それを見た父の反応などから、OTMSを忌まわしいものと捉えていた。
しかしコータの説得で自分にとってOTMSとは何かを知る事を決意し、そのために出場した学園祭のOTMSコンテストで他のOTMSたちが女子になる事をどう受け止めているかを知り、OTMSである自分を受け入れられるようになると共にコンテストで優勝する。その後女子化時には顔を半分隠していた前髪を整え、コータが一瞬誰かわからないほどの美少女となった。

### 1年B組
長谷川 ツバサ（はせがわ ツバサ）
目つきの悪いヤンキー系の少年。苛つく事をトリガーとするOTMS。自分の体質を不本意に思っていたが、4話（1巻）にて絵のモデルになった事をきっかけに、女子化時に髪が長く伸びて女らしさが増す「変質」を起こし、同時に女子である事を楽しめるようになる。特技はメイク。
最終話では女子化した状態で登場しているが髪が短くなっている。FIXしたかは不明。
坂本 スバル（さかもと スバル）
6話（2巻）に登場。大柄で屈強な体格の少年でコータなどからは「キャプテン」と呼ばれている。ヒーローにあこがれているが気が弱い性格。正義感が強まる事をトリガーとするOTMS。女子化すると気の弱さが無くなり、鍛えた身体能力を十分に発揮できるようになる。
箕輪 ケイ（みのわ ケイ）
7話（2巻）に登場。ぽっちゃり体形の少年。空腹になることをトリガーとするOTMSであり、満腹になると男子に戻る。チャレンジメニューを軽く完食できるフードファイターだが、女子化することで自身のスタイルに悩み始める。
沖田 ユウ（おきた ユウ）
3話（1巻）から登場。風紀委員会所属。「〜ッス」が口癖。「女子になりたい」と願う事をトリガーとするOTMS。女子化してその姿で街を歩くことを趣味としているなど、OTMS体質を楽しんでいる。
袴田 トウカ（はかまだ トウカ）
特別編2（2巻）に登場。クラスメイトの中でもひときわ小柄で小学生のような少年。OTMSであるがトリガーは不明。男子状態でも女子状態でも外見にほとんど変化がなく、とりあえず胸を大きくして区別をつけようとコータに胸を揉ませようとするなど大胆な性格をしている。
西崎シュウ（にしざき シュウ）
2巻カバー下描きおろしに登場。眠っている時に女子化する体質で、学園一残念なOTMSと言われている。
練馬/江古田（ねりま/えこだ）
特別編3（3巻）に登場。練馬はクラス一のチャラ男、江古田はクラス一の堅物でお互い折り合いが悪いが、互いをストレスに感じる事をトリガーとするOTMS。他のクラスメイトからは喧嘩するほど仲が良いと思われている。
諏訪トオル（すわ トオル）
3巻カバー下に登場。犬好きで犬に触れると女子化するが、女子化すると家で飼っている犬に別人判定されてしまう。
高杉アオイ（たかすぎ アオイ）
4巻カバー下に登場。驚くと女子化する。

### その他の生徒
方杉 ハルカ（かたすぎ ハルカ）
3話（1巻）に登場した三年生で風紀委員長。堅物な性格でOTMSを風紀を乱すものとして苦々しく思っているが、自身もストレスをトリガーとするOTMSである事が判明。ストレス解消のため女子状態で遊びに連れて行かれた事で若干考え方が柔軟になる。塀の上を全力疾走してコータに追いつける身体能力の持ち主。
嶋 タクミ（しま タクミ）
4話（1巻）に登場。二年生で美術部部長。描きたいモチーフに出会う事をトリガーとするOTMS。ツバサを絵のモデルとする事で彼のOTMSの変質を引き出す。特別編4（4巻）では、文化祭前に各クラブなどの宣伝ポスターを依頼されており、ツバサにコスプレモデルを依頼した。
二子玉 ルイ/レイ（にこたま ルイ/レイ）
5話（2巻）に登場。二年生。校内でも有名な双子の兄弟で、真面目な性格の兄がルイ、いたずら好きの弟がレイ。レイが先にOTMSを発現し、トリガーが不明だったが、後に二人の思いを一つにする事がトリガーだと判明する。
羽柴 ハルカ（はしば ハルカ）
7話（2巻）に登場。一年生（B組の隣のクラスだそうだが、A組かC組かは不明）。ケイの幼なじみで、同じように空腹をトリガーとするOTMSだが、ケイと対照的にスレンダーな体型の持ち主。大食いにおいてケイのライバルを自称している。
八嶋 セイ（やじま セイ）
9話（3巻）に登場。1年D組。霊感が強く、霊の存在を感じる事をトリガーとするOTMS。神道や仏教をミックスしたような我流の除霊術を使うことができ、除霊の際は巫女装束を着こむ。男子の時も一人称が「わたくし」語尾が「ですわ」であるなど、古風なお嬢様のような話し方をする。
如月 シュウ（きさらぎ シュウ）
10話（3巻）に登場。二年生。痛みを感じる事をトリガーとするOTMS。定期試験時にOTMSである事を利用したカンニングを計画し仲間を集めるが、当日女子化できずにカンニングが発覚する。この事で野崎に「女子化を外部から自由に操作する方法がある」と確信させる事になる。

### 教師・職員
榊 優香（さかき ゆうか）
下の名前は17話（5巻）で明らかになった。養護教諭でジェンダー教育なども担当している。時々「管理官」と呼ぶ謎の人物と電話をしてOTMSの生徒たちの現状を報告しており、女子化を促進する薬を作成しているなど、OTMSの謎について深い事情を把握していると思われる人物。2人きりなど、プライベートな場ではチヒロを「兄」と呼んでいる。
実際にチヒロの妹であり、OTMSを研究し彼の治療を優先する立場から、兄とは異なり必要以上に生徒の事情に立ち入ることをよしとしていない。だがOTMS生徒たちの姿を隠し撮りしたり、校内にエロ本を仕掛けて発見した生徒の反応を観察する趣味がある。最終話（5巻）では新設された学校に異動した。同巻カバー下では将来的には全男性にOTMS化が適用できる薬を完成させようとしている。
深見 ショウ（ふかみ しょう）
8話（2巻）に登場。教育実習生として天聖学園にやってきた大学生。女性アレルギーを発症している。実は天聖学園OBで在学中は走ることをトリガーとするOTMSだった。実習を通じてOTMS時代の「心残り」を思い出し、それを解消した事で女性アレルギーが治癒に向かい、明るい表情で学園を後にした。

### その他の人物
橋本
13話（4巻）に登場。天文台の職員で天聖学園のOB。下の名前は不明。FIXによって性別が女子で固定化された自称「希少種の元男子現女子」。OTMS時代は「好きな人のそばにいる事」がトリガーで、現在はその相手である幼馴染みの女性と「同性婚」をしている。
OTMS警護隊
5話（2巻）に登場。学園OBで学区内の巡回などしているほか、トラブルの際には優香の指揮で動く。現在は成長しているが、彼らも在学時はOTMSで可愛かったとは優香の弁。

## 用語
OTMS（オトメス）
Occasionally Transformed Multiple Studentsの略。思春期の一時期だけ一時的に肉体が女性化する体質を持つ男子、またはその現象そのものをさす。女子化するには何らかのきっかけ（トリガー）が必要で、心理的から肉体的なものまでその要因は様々。ある程度時間がたつと男子に戻る場合と、戻るにも何らかのトリガーが必要な場合もあるなど、その在り方は千差万別である。
作中時間の十五年前に初めて発見され、あらゆる学術分野の観点から研究されているが、現時点では男性の体内にある未知のタンパク質が女子化の因子になっている事以外はほとんど詳細が判明していないとされている。
作中の時間内では新生児の男子率とOTMSの発現率に相関関係が発見されており、将来的に「人間は全て男性として生まれOTMS体質を持つようになる」と予測し、現在のジェンダーの常識が通用しなくなる時代の到来を予言する学者もいる。
天聖学園（てんせいがくえん）
本作の舞台となる学校。OTMSが発生ないしその因子を持つ男子を受け入れるために作られた。OTMSが発生した生徒には女子制服の支給や各種便宜が図られているなど、ジェンダーフリーな教育体制をもち、体育（水泳含む）授業などでは、女子化している時間やふいに女子化しやすい者に合わせたものが認められている。
OTTMS研究施設の側面もあり、一部の生徒にはOTMSを意図的に発生させるないし停止させる処置をすることもある。
変質（へんしつ）
OTMSが心理的・生理的な変化を起こすことで、より女性化が進行する現象。トワによる暴走も変質の亜種と考えられる。最終話ではOTMS因子を刺激して一時的に女性化する薬が開発され、体験カリキュラムに利用されている。
FIX（フィックス）
OTMSの中で稀に発生する、性別が女性で固定化される現象。FIXになりそうかどうかは尿検査などで確認する事ができ、場合によっては強制的にFIXさせる薬も存在する。
つがいの法則
FIX化寸前のOTMS同士が相思相愛となった時に、片方がFIXするともう一人が次第にOTMS体質を失い、最終的に普通の男女カップルとなる現象。人間の種としての生存本能によるものと考えられているが、実例が少ないことから完全な実証には至っていない。ただし確認された例では法則が成立する確率は八割を超えている。

## 書誌情報
- カネコナオヤ『TS学園の日常』キルタイムコミュニケーション〈ヤングアンリアルコミックス〉、全5巻
  1. 2020年2月27日初版発行（2020年2月19日発売[2][1]）、ISBN 978-4-7992-1345-2
  2. 2021年1月1日初版発行（2020年12月24日発売[3]）、ISBN 978-4-7992-1447-3
  3. 2022年1月1日初版発行（2021年12月24日発売[4]）、ISBN 978-4-7992-1588-3
  4. 2023年2月20日初版発行（2023年2月14日発売[5]）、ISBN 978-4-7992-1741-2
  5. 2024年4月21日初版発行（2024年4月15日発売[6]）、ISBN 978-4-7992-1888-4